# Bactromyia aurulenta
Bactromyia aurulenta är en tvåvingeart som först beskrevs av Johann Wilhelm Meigen 1824.  Bactromyia aurulenta ingår i släktet Bactromyia och familjen parasitflugor. Arten är reproducerande i Sverige. Inga underarter finns listade i Catalogue of Life.